# Лагамар
Лагамар (порт. Lagamar) — муниципалитет в Бразилии, входит в штат Минас-Жерайс. Составная часть мезорегиона Северо-запад штата Минас-Жерайс. Входит в экономико-статистический микрорегион Паракату. Население составляет 7400 человек на 2006 год. Занимает площадь 1425,741 км². Плотность населения — 5,0 чел./км².
Праздник города — 3 марта.

## История
Город основан 30 декабря 1962 года. 

## Статистика
- Валовой внутренний продукт на 2003 год составляет 46 194 443,00 реалов (данные: Бразильский институт географии и статистики).
- Валовой внутренний продукт на душу населения на 2003 год составляет 6124,96 реалов (данные: Бразильский институт географии и статистики).
- Индекс развития человеческого потенциала на 2000 год составляет 0,731 (данные: Программа развития ООН).

## География
Климат местности: тропический.